# دره قلعه (اندیکا)
دره قلعه روستایی در ایران است که در دهستان آبژدان واقع شده‌است. دره قلعه ۳۱ نفر جمعیت دارد.